# Bob Timmons
Bob Timmons (* 20. Juni 1924 in Joplin, Missouri; † 4. August 2015 in Lawrence, Kansas) war ein erfolgreicher amerikanischer Schwimm- und Leichtathletiktrainer. Er wurde besonders bekannt als der Trainer von Jim Ryun.

## Leben
Timmons wuchs in Pittsburg, Kansas, auf. Nach dem Besuch der Pittsburg High School meldete er sich 1943 freiwillig bei den US Marines und wurde von 1943 BIS 1946 im Krieg gegen die Japaner im Kampf um Okinawa eingesetzt. Er war für die Offizierslaufbahn abgelehnt worden, weil er mit 1,63 m 15 cm zu klein war, als Kriegsfreiwilliger Soldat reichte aber die Körpergröße. Er beendete den Krieg als Sergeant, wodurch die Armee sein Universitätsstudium finanzierte. Nach seiner Rückkehr studierte er Sport an der University of Kansas (B.A. 1950) und war vom legendären Trainer Bill Easton so begeistert, dass er selbst als High School Trainer für Schwimmen und Leichtathletik zu arbeiten begann. Parallel hierzu setzte er sein Sportstudium mit dem Master fort. Nach der Emporia High School, Wichita West High School und Wichita East High School kehrte er 1965 als Trainerassistent an die Kansas University zurück, ehe er 1966 seinen Mentor Easton als Cheftrainer ablöste. Während er der erfolgreichste Schwimmtrainer (52 High School Meister von Kansas) war, hatte er seinen größten Erfolg mit Jim Ryun, der der mit Abstand beste Jugendliche der Welt über die Meile war.
Um Ryun für die Universität von Kansas zu rekrutieren, mussten sie seinen Trainer auch nehmen. Easton verließ daraufhin Kansas und wurde Nationaltrainer Mexikos. Timmons blieb 22 Jahre Cheftrainer und führte sieben seiner Schützlinge zu den Olympischen Spielen, 16 Weltrekorden, 24 amerikanischen Meisterschaften und 77 Länderkampfeinsätzen.

## Trainingssystem
Timmons übertrug das Schwimmtraining auf die Leichtathletik und galt als „harter“ Trainer, der mit einem intensiven Intervalltraining die Wiederholungshäufigkeit, die er vom Schwimmen gewohnt war, auf die Aschenbahn übertrug. Außerdem verlangte er von seinen Sportlern das Auftreten der Marines (kurzer Haarschnitt, geputzte Schuhe, Disziplin), wodurch er für viele anziehend und für andere abschreckend wirkte.

## Ehrungen
Er wurde 2011 in die National Track and Field Hall of Fame, 1988 in die United States Track Coaches Association Halls of Fame sowie in die Kansas Athletics Hall of Fame, Kansas Relays Hall of Fame, Drake Relays Hall of Fame, Kansas Sports Hall of Fame, Kansas High School Activities Association Hall of Fame und U.S. Track & Field and Cross Country Coaches of America (USTFCCCA) Hall of Fame aufgenommen.